# Gerbillinae
I gerbillini (Gerbillinae Gray, 1825) sono una sottofamiglia di roditori Muridi, che vivono nelle zone desertiche o semi-desertiche dell'Africa e dell'Asia comunemente noti come gerbilli, merioni e ratti delle sabbie.

## Descrizione

### Dimensioni
Sono piccoli roditori con un peso che varia da 12 g del minuscolo gerbillo pigmeo a 250 g del merione marocchino.

### Aspetto
Gli appartenenti a questa sottofamiglia hanno la forma del cranio tipica di alcuni gruppi di roditori saltatori, come i Dipodidi e gli Eteromidi, con una scatola cranica ampia, la bolla timpanica ed il mastoide notevolmente ingrossati, gli zigomi sottili e inclinati e un rostro stretto e delicato. Le ossa nasali si sviluppano oltre la linea degli incisivi superiori. Le placche zigomatiche sono tagliate superiormente e in alcune specie insolitamente rivolte in avanti. Il foro infra-orbitale è molto stretto, mentre sono presenti 2 paia di fori palatali. La mandibola ha un processo coronoide poco sviluppato, eccetto in un genere che ne è del tutto privo. Gli incisivi superiori sono solitamente attraversati da solchi longitudinali, eccetto nel genere Psammomys e in alcune specie del genere Gerbilliscus. Il terzo molare è fortemente ridotto, nel genere Desmodilliscus manca quello inferiore. Nel genere Rhombomys quelli superiori sono privi di radici e quindi a crescita continua. La struttura esterna del corpo è adattata alla vita terricola nelle zone desertiche, con un allungamento degli arti e una coda abbastanza lunga e densamente ricoperta di peli. Alcune forme sono evidentemente saltanti, mentre altre non presentano questa abitudine.

## Distribuzione e habitat
i Gerbillini sono ampiamente diffusi nelle zone desertiche e sub-desertiche dell'Africa settentrionale, del Sahel, del Corno d'Africa, dell'Africa orientale e meridionale, del Vicino Oriente, della Penisola Arabica e dell'Asia centrale fino alla Cina centro-settentrionale e all'India occidentale.

## Tassonomia
La sottofamiglia è suddivisa in 16 generi:
- Tribù Gerbillini		- Forme tipiche. Presenza del processo coronoide della mandibola.
  - Sottotribù Gerbillina		- Denti masticatori non ipsodonti.
    - Genere Gerbillus
    - Genere Dipodillus
    - Genere Microdillus

  - Sottotribù Rhombomyina	- Denti masticatori ipsodonti, una forma ha i molari a crescita continua.
    - Genere Meriones
    - Genere Rhombomys
    - Genere Psammomys
    - Genere Sekeetamys
    - Genere Brachiones

  - Sottotribù Desmodilliscina	- Denti masticatori non ipsodonti. Il terzo molare inferiore è assente.
    - Genere Desmodilliscus

  - Sottotribù Pachyuromyina      - Denti masticatori non ipsodonti e bolla timpanica completamente pneumatizzata.
    - Genere Pachyuromys
- Tribù Taterillini		- Placche zigomatiche molto estese.
  - Sottotribù Taterillina
    - Genere Tatera
    - Genere Gerbilliscus
    - Genere Taterillus

  - Sottotribù Gerbillurina
    - Genere Desmodillus
    - Genere Gerbillurus
- Tribù Ammodillini		- Mancanza del processo coronoide della mandibola.
  - Genere Ammodillus